# Gao Yulan
Gao Yulan (chiń. 高玉兰; ur. 3 października 1982 w Jiangxi) – chińska wioślarka.

## Osiągnięcia
- Mistrzostwa Świata – Eton 2006 – czwórka podwójna – 4. miejsce[1].
- Mistrzostwa Świata – Monachium 2007 – dwójka bez sternika – 6. miejsce[1].
- Igrzyska Olimpijskie – Pekin 2008 – dwójka bez sternika – 2. miejsce[1].